# 홍콩 태공관

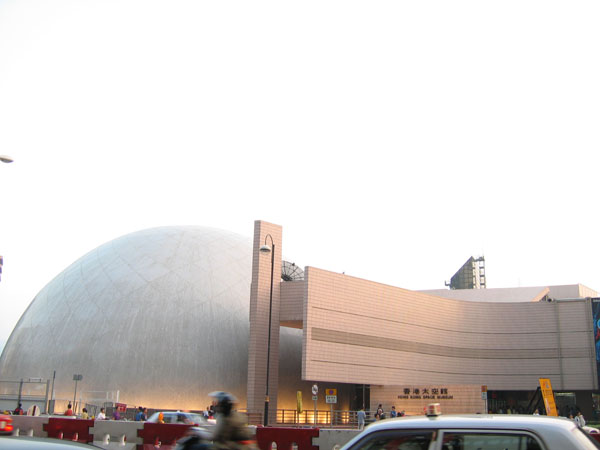
홍콩 태공관

홍콩 태공관(Hong Kong Space Museum, 중국어: 香港太空館)은 홍콩 짐사저이에 있는 천문학과 우주 과학 관련 박물관이다. 현재 홍콩 특별행정구 정부의 여가 및 문화 서비스 부가 관리를 맡고 있다. 이 뮤지엄은 홍콩 문화 센터와 홍콩 미술관 옆에 자리하고 있다.
이 뮤지엄은 고유한 달걀 모양의 돔을 가지고 있다. 이 돔은 약 8천 제곱미터 이상의 면적을 덮고 있다. 이 돔 때문에 홍콩 태공관은 홍콩의 유명한 랜드마크 중 하나로 꼽힌다.
천문학과 우주 과학의 대중화에 기여한 첫 지역 천문관이었다.
이 천문관은 동관과 서관 등 두 개의 부속 건물로 구성되어 있다. 동관은 천문관의 핵심으로서 달걀 양의 돔 건축물이다. 그 아래에는 워크숍, 사무실, 스탠리 호 스페이스 시어터가 들어서 있다. 서관에는 천문학 홀, 강의 홀, 기념품 판매점, 사무실 등이 들어서 있다.
기념품 판매점에서는 우주(space) 아이스 크림을 팔기도 한다.

## 역사
천문관을 세우자는 발상은 1961년 홍콩 시정국에 의해 제시되었다. 10년 뒤 홍콩 시정총서 (Urban Service Department)는 외국의 천문관 건축 사례를 연구하는 워킹 그룹을 조직하였다. 이 연구는 홍콩 태공관을 세우는 데 있어서 기반을 닦는 데 목적이 있었다. 홍콩 행정부는 천문관을 짐사저이에 짓는 것으로 결정하였고, 조지프 류를 천문관의 고문으로 위촉하였다.
1974년, USD는 홍콩 달러 3백 5만$에 천문관과 기타 장비를 구매하기로 칼자이스와 계약을 체결하였다.
홍콩 시정국에 의해 천문관의 건축은 1977년 개시되었다. 1980년 10월 8일 개장하였다.

## 전시관
홍콩 태공관에는 두 개의 테마 전시관이 있다. 우주 과학관과 천문학관이 그것인데, 각각 1층과 2층에 있다. 관람객들이 즐길 수 있고 학습할 수 있도록, 전시물을 인터액티브하게 구성해 놓았다.